# Kathleen (film)
Pour plus de détails, voir Fiche technique et Distribution.
Kathleen est un film américain réalisé par Harold S. Bucquet, sorti en 1941.

## Fiche technique
- Titre : Kathleen
- Réalisation : Harold S. Bucquet
- Scénario : Mary C. McCall Jr. et Kay Van Riper (en)
- Photographie : Sidney Wagner
- Montage : Conrad A. Nervig
- Musique : Franz Waxman
- Direction artistique : Cedric Gibbons
- Décors : Edwin B. Willis
- Société de production : Metro-Goldwyn-Mayer
- Pays de production :  États-Unis
- Format : Noir et blanc — 35 mm — 1,37:1 — Son : Mono
- Genre : Film dramatique
- Durée : 88 minutes
- Dates de sortie : 
  - États-Unis : 18 décembre 1941 (New York City, New York, première) / 22 janvier 1942 (sortie nationale)
  - Afrique du Sud : 27 mars 1942 (Le Cap, première) / 22 mai 1942 (sortie nationale)
  - Mexique : 28 mai 1942

## Distribution
- Shirley Temple : Kathleen Davis
- Herbert Marshall : John Davis
- Laraine Day : Dr Martha Kent
- Gail Patrick : Lorraine Bennett
- Felix Bressart : Mr Schoner
- Nella Walker : Mme Farrell
- Lloyd Corrigan : Dr Montague Foster
- Guy Bellis (en) : Jarvis
- Wade Boteler : Policier
- Charles Judels : Manager
- James Flavin
- Joe Yule